# Gorytes laticinctus
Gorytes laticinctus ist ein Hautflügler aus der Familie der Crabronidae. Sie ist die häufigste Art der Gattung in Mitteleuropa. 

## Merkmale
Die Wespe erreicht eine Körperlänge von 10 bis 13 Millimetern (Weibchen) beziehungsweise 9 bis 12 Millimetern (Männchen). Die Facettenaugen konvergieren nach unten kaum. Der Lobus am Pronotum ist schwarz gefärbt, die Metapleuren tragen Längsfalten. Der Clypeus ist beim Weibchen mit Ausnahme des schwarzen Vorderrandes gelb gefärbt. Die Männchen tragen auf den Tergiten des Hinterleibs breite gelbe Binden. Die ähnliche Gorytes quadrifasciatus unterscheidet sich von der Art durch einen schwarz gefärbten Clypeus und nur schmale gelbe Tergitbinden. Gorytes albidulus unterscheidet sich durch ihre weißen Tergitbinden. 

## Vorkommen
Die Art ist in Nordafrika, Europa bis zum 62° nördliche Breite und in der Türkei verbreitet. Sie besiedelt verschiedene warme bis kühle Lebensräume mit Sand oder lehmigem Sand, wie etwa Waldränder und Ruderalfluren. Sie tritt auch im Siedlungsbereich des Menschen auf und ist bis 750 Meter Seehöhe nachgewiesen. Die Tiere fliegen von Juni bis Anfang September. Die Art tritt verbreitet auf.

## Lebensweise
Die Imagines findet man häufig auf Doldenblütlern. Die Weibchen legen ihre Nester sowohl im Sandboden als auch an Abbruchkanten an. Nester wurden auch schon in Blumentöpfen gefunden. Die Nester werden etwa 10 Zentimeter tief angelegt und bestehen aus drei bis vier Zellen, die von kurzen Seitengängen abzweigen. Die Brut wird mit Schaumzikaden der Gattung Philaenus versorgt. Nysson trimaculatus, Nysson niger und Nysson spinosus sind als Kuckuckswespen nachgewiesen.